# Trogosus
†Trogosus − wymarły rodzaj ssaka.
Był to mierzący 1,2 metra długości przypominający niedźwiedzia tilodont, roślinożerca o krótkiej czaszce i płaskich stopach. Ważył 150 kg. Posiadał wielkie siekacze, jakie dziś są widywane u gryzoni. Rosły przez całe jego życie. Posiadał też dobrze rozwinięte zęby trzonowe. Żywił się twardym pokarmem roślinnym, takim jak korzenie.

## Występowanie
Żył we wczesnym i środkowym eocenie w dzisiejszym Wyoming, USA.